# Hypoestes brachiata
Hypoestes brachiata är en akantusväxtart som beskrevs av John Gilbert Baker. Hypoestes brachiata ingår i släktet Hypoestes och familjen akantusväxter. Inga underarter finns listade i Catalogue of Life.